# Alexander Buchmann
Pour les articles homonymes, voir Buchmann.
Alexander Buchmann, né le 24 janvier 1982 à Trondheim, est un joueur de handball professionnel norvégien jouant au poste de demi-centre.

## Biographie
Après avoir débuté le handball dans son pays natal, la Norvège, il rejoint à 18 ans la réserve du club allemand du SG Flensburg-Handewitt, puis retourne en Norvège pour commencer sa carrière professionnelle au Heimdal HK. En 2003, il fait partie de l'équipe 1 de Flensburg, mais barré par deux autres joueurs, il rejoint en novembre le club danois de Aarhus GF puis, dès le mois de février 2004, l'US Ivry où il reste une saison et demie. Après près de deux saisons au BM Altea, mais à la suite de problèmes financiers dans le club espagnol, il retrouve le championnat de France en mars 2007 pour terminer la saison avec Toulouse. Enfin, il retrouve à l'intersaison 2007 l'US Ivry, mais se blesse gravement au tendon d'Achille. Il retrouve les parquets quelques mois plus tard mais perd la confiance de son entraineur Pascal Léandri. Après plusieurs mois de conflit avec l’US Ivry, Alexander Buchmann rachete son contrat en décembre 2008 et devient libre. En janvier 2009, lors de la préparation pour le championnat du monde 2009 avec l'équipe de Norvège, il se blesse gravement pour la deuxième fois en 14 mois au tendon d'Achille. Il ne se remettra pas jamais totalement de cette blessure, de sorte qu'il décide finalement de prendre sa retraite sportive. À noter qu'au cours de sa carrière en France, il aurait réalisé, selon les statistiques de la LNH, l'étonnante performance de marquer les 115 jets de 7 mètres qu'il a tiré (100 % de réussite).
Avec l'équipe nationale de Norvège, il a notamment participé au championnat d'Europe 2006 et au championnat du monde 2007 où il termine respectivement 9e et 13e.
Après avoir été analyste vidéo pour la Fédération norvégienne de handball, il s'engage en 2010 avec Médecins sans frontières où il travaille en tant que logisticien, notamment au Niger.  Il travaille actuellement dans le bureau de Médecins Sans Frontières à New York comme adjoint du directeur des Ressources Humaines.

## Clubs
- Astor (junior)
- Byåsen (junior)
- Sjetne (junior)
- SG Flensburg-Handewitt : 1999–2000 (junior) puis 06/2003–11/2003
- Heimdal HK : 2000-06/2003
- US Ivry : 02/2004–2005 puis 08/2007–12/2008
- BM Altea : 08/2005–03/2007
- Toulouse Union Handball : 03/2007–06/2007

## Vie privée
Il s'est marié le 30 septembre 2016 avec l'artiste chanteuse-compositrice norvégienne Marit Larsen

## Sélection nationale
- 61 sélections et 196 buts en  équipe nationale Norvégienne[4]
- 1er match : 5 juin 2005 face à la  Suède (2 buts)[4] .